# Aires protégées en Colombie

Carte des parcs naturels colombiens

Les aires protégées de Colombie sont gérées par le Sistema Nacional de Áreas Protegidas ou SINAP (en français Système national des aires protégées). 
En 2014, la Colombie comptait 59 parcs nationaux naturels couvrant environ 12 579 081 hectares et représentant plus de 10 % de la superficie du pays.

## Sistema Nacional de Áreas Protegidas
Le Sistema Nacional de Áreas Protegidas comprend quatre groupes :
- les zones nationales protégées, la plupart faisant partie du « Sistema de Parques Nacionales » (Système de parcs nationaux).
- les zones régionales protégées.
- les zones locales protégées.
- les zones privées protégées.

## Liste des parcs naturels nationaux
Le Système de parcs naturels nationaux est divisé en parcs nationaux naturels, sanctuaires de faune et de flore, réserves naturelles, zones naturelles uniques et un vía parque (parc le long d'une route).
| (Voir situation sur carte : Colombie) · localisation |

| (Voir situation sur carte : Colombie) · localisation |

| (Voir situation sur carte : Colombie) · localisation |

| (Voir situation sur carte : Colombie) · localisation |

| (Voir situation sur carte : Colombie) · localisation |

| (Voir situation sur carte : Colombie) · localisation |

| (Voir situation sur carte : Colombie) · localisation |

| (Voir situation sur carte : Colombie) · localisation |

| (Voir situation sur carte : Colombie) · localisation |

| (Voir situation sur carte : Colombie) · localisation |

| (Voir situation sur carte : Colombie) · localisation |

| (Voir situation sur carte : Colombie) · localisation |

| (Voir situation sur carte : Colombie) · localisation |

| (Voir situation sur carte : Colombie) · localisation |

| (Voir situation sur carte : Colombie) · localisation |

| (Voir situation sur carte : Colombie) · localisation |

| (Voir situation sur carte : Colombie) · localisation |

| (Voir situation sur carte : Colombie) · localisation |

| (Voir situation sur carte : Colombie) · localisation |

| (Voir situation sur carte : Colombie) · localisation |

| (Voir situation sur carte : Colombie) · localisation |

| (Voir situation sur carte : Colombie) · localisation |

| (Voir situation sur carte : Colombie) · localisation |

| (Voir situation sur carte : Colombie) · localisation |

| (Voir situation sur carte : Colombie) · localisation |

| (Voir situation sur carte : Colombie) · localisation |

| (Voir situation sur carte : Colombie) · localisation |

| (Voir situation sur carte : Colombie) · localisation |

| (Voir situation sur carte : Colombie) · localisation |

| (Voir situation sur carte : Colombie) · localisation |

| (Voir situation sur carte : Colombie) · localisation |

| (Voir situation sur carte : Colombie) · localisation |

| (Voir situation sur carte : Colombie) · localisation |

| (Voir situation sur carte : Colombie) · localisation |

| (Voir situation sur carte : Colombie) · localisation |

| (Voir situation sur carte : Colombie) · localisation |

| (Voir situation sur carte : Colombie) · localisation |

| (Voir situation sur carte : Colombie) · localisation |

| (Voir situation sur carte : Colombie) · localisation |

| (Voir situation sur carte : Colombie) · localisation |

| (Voir situation sur carte : Colombie) · localisation |

| (Voir situation sur carte : Colombie) · localisation |

| (Voir situation sur carte : Colombie) · localisation |

| (Voir situation sur carte : Colombie) · localisation |

| (Voir situation sur carte : Colombie) · localisation |

| (Voir situation sur carte : Colombie) · localisation |

| (Voir situation sur carte : Colombie) · localisation |

| (Voir situation sur carte : Colombie) · localisation |

| (Voir situation sur carte : Colombie) · localisation |

| (Voir situation sur carte : Colombie) · localisation |

| (Voir situation sur carte : Colombie) · localisation |

| (Voir situation sur carte : Colombie) · localisation |

| (Voir situation sur carte : Colombie) · localisation |

| (Voir situation sur carte : Colombie) · localisation |

| (Voir situation sur carte : Colombie) · localisation |

| (Voir situation sur carte : Colombie) · localisation |

| (Voir situation sur carte : Colombie) · localisation |

| (Voir situation sur carte : Colombie) · localisation |

| (Voir situation sur carte : Colombie) · localisation |

## Zones proposées
Il y a actuellement une zone proposée comme parc naturel national :
- Parc national naturel Morichales de Paz de Ariporo (en)[4], anciennement appelé Humedales de Casanare, une zone marécageuse de 25 000 hectares dans le Casanare, région de l'Orénoque.

Les zones suivantes sont proposées pour être déclarées sanctuaires de la faune et de la flore :
- Forêt sèche de Cúcuta (Bosque Seco de Cúcuta)
- Sanctuaire de faune et de flore de la serranía de Pinche (en)
- Sanctuaire de faune et de flore de la serranía del Perijá (en)
- Serranía de San Lucas[5]

## Zones déclassées
Certaines zones du système de parcs ont été déclassées en raison de l'impact humain négatif sur environnement :
- Sanctuaire de faune et de flore d'Arauca
- Parc national naturel de Manaure

## Conventions internationales

### Patrimoine mondial
Il existe en Colombie 9 sites inscrits au patrimoine mondial de l'UNESCO, dont 2 naturels et un mixte :
- Parc national de Los Katíos
- Sanctuaire de faune et de flore de Malpelo
- Parc national de Chiribiquete - « La maloca des jaguars »

### Réserves de biosphère

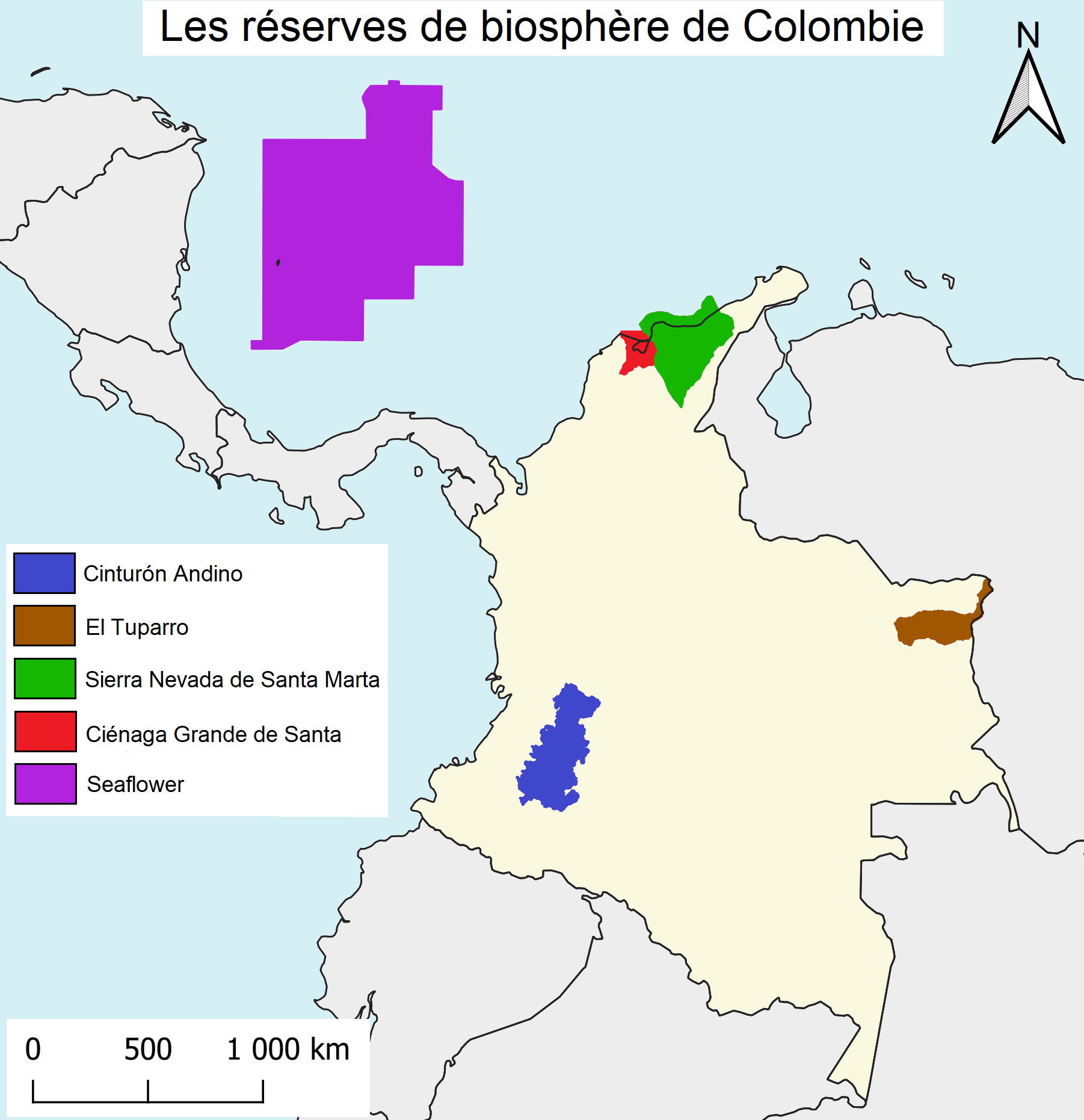
Carte des réserves de biosphère en Colombie en 2000.

Les réserves de biosphère sont des aires protégées classées par le programme sur l'homme et la biosphère de l'UNESCO. Elles sont découpées en trois secteurs où la protection est plus ou moins forte, dès l'origine du programme elles ont été définies comme des zones de démonstration du développement durable. 
La Colombie possède 6 réserves de biosphère :
- Cinturón Andino, 1979
- El Tuparro, 1979
- Sierra Nevada de Santa Marta, 1979
- Ciénaga Grande de Santa Marta, 2000
- Seaflower, 2000
- Tribugá-Cupica-Baudó, 2023

### Sites Ramsar
La convention de Ramsar est entrée en vigueur en Colombie le 18 octobre 1998.
En janvier 2020, le pays compte 7 sites Ramsar, couvrant une superficie de 7 541,48 km2.

## Aménagement et gestion

### Relation avec les communautés locales
En 2001, le gouvernement colombien a adopté une nouvelle stratégie de conservation de la nature, abandonné l'idée de parc national sans présence humaine, il se base, depuis, sur le dialogue et la participation des communautés locales.
Une étude, publiée en 2015, sur un échantillon de dix aire protégées du système d'aire protégées nationale, montre que la co-gestion peut être utile pour réduire les conflits entre institutions étatiques et société civile dans les aires protégées. Effectivement dans deux des cas étudiés, là où plus de la moitié des individus interrogés considèrent que les critères de co-gestion sont remplis, les conflits entre gestionnaires de la nature et population locale sont inexistants.